# 伊斯兰达瓦党
伊斯兰达瓦党（阿拉伯语：‎），也译作“伊斯兰号召党”、“伊斯兰宣教党”，是伊拉克什叶派的主要政党之一，现领导人为前伊拉克总理努里·马利基。

## 历史
作为历史最久的伊拉克伊斯兰主义运动，1957年，穆罕默德·巴基尔·萨德尔、穆罕默德·马赫迪·哈基姆及其弟穆罕默德·巴基尔·哈基姆等人在什叶派圣城纳杰夫创建了伊斯兰号召党，以抗衡世俗政党日益增长的影响。
1968年阿拉伯复兴社会党在伊拉克执政，其世俗化政策导致政府与什叶派的矛盾激化。1979年伊朗伊斯兰革命建立了什叶派神权政治的伊朗伊斯兰共和国后，伊朗最高领袖霍梅尼支持达瓦党，伊拉克什叶派的反政府活动更加高涨，伊拉克政府也视什叶派伊斯兰运动为最大威胁，同时，伊斯兰号召党建立了武装力量。虽然如此，达瓦党与霍梅尼在思想上并不一致，达瓦党认为社会领导人应是世俗统治者。
1980年，一些伊拉克政府官员遭到武装人员袭击，副总理阿齐兹遭到手榴弹袭击受伤。随即伊拉克政府宣布取缔伊斯兰号召党，所有党员、思想上的支持者和同情者都将被处死。穆罕默德·巴基尔·萨德尔也遭到处决。穆罕默德·巴基尔·哈基姆逃亡到伊朗。后来成立了伊拉克伊斯兰革命最高委员会。1982年，达瓦党暗杀伊拉克总统萨达姆·侯赛因失败。1983年，科威特发生了一系列爆炸，被认为是达瓦党所为，意在谋杀支持伊拉克政府的埃米尔贾比尔·艾哈迈德·萨巴赫并改变西方国家支持伊拉克政府的政策。

## 影响
2003年伊拉克战争爆发后，复兴社会党政权被推翻，达瓦党返回伊拉克并将总部设在纳西里耶。2003年7月30日，达瓦党领导人易卜拉欣·贾法里成为伊拉克临时管理委员会首任主席。2004年6月，贾法里成为伊拉克临时政府的两名副总统之一。2005年1月30日伊拉克举行的选举中，贾法里成为伊拉克过渡政府总理。2005年12月，达瓦党所属的伊拉克团结联盟赢得伊拉克国民议会最多席位，2006年4月20日贾法里宣布自己在过渡政府任期结束后不谋求连任。4月22日，同样来自达瓦党的马利基成为新的总理。2009年，马利基另立法治国家联盟参加了地方选举，在14个省和首都巴格达获胜。2010年，法制国家联盟在议会选举中成为第二大力量，而伊拉克团结联盟成为第三大力量。2010年5月，法制国家联盟与伊拉克团结联盟重新组建议会联盟。

## 关联条目
- 伊斯兰主义
- 伊拉克伊斯兰革命最高委员会